# Taira-jima
Taira-jima (jap. 平島) – wyspa wulkaniczna w środkowej części archipelagu Tokara (Tokara-rettō), stanowiącego część archipelagu Nansei (Nansei-shotō). Grupa należy administracyjnie do prefektury Kagoshima, w Japonii.